# (4371) Fyodorov
(4371) Fyodorov (1983 GC2) – planetoida z pasa głównego asteroid okrążająca Słońce w ciągu 3,76 lat w średniej odległości 2,42 j.a. Odkryta 10 kwietnia 1983 roku.